# 刘云生
刘云生（1950年—），汉族，中华人民共和国政治人物、第十一届全国政协委员。
加入中国共产党，担任天津钢管集团股份有限公司党委书记、董事长。2008年，当选第十一届全国政协委员，代表经济界，分入第三十六组。